# Fernand Philips
Fernand Guillaume Corneille Hubert Philips (Maaseik, 24 augustus 1891 - aldaar, 25 maart 1956) was een Belgisch handelaar en politicus voor de LP.

## Levensloop
Handelaar van beroep, trouwde Philips met Anna Op de Kamp (Roosteren, 1892 - Maaseik, 1984) en ze hadden verschillende kinderen. Hij werd gemeenteraadslid van Maaseik in 1921 en werd burgemeester van de gemeente in 1933.
In november 1938 nam hij de opvolging van de ontslagnemende Paul Neven als liberaal volksvertegenwoordiger voor het arrondissement Tongeren en vervulde dit mandaat korte tijd, tot aan de wetgevende verkiezingen van april 1939.